# باد خزانی
«باد خزانی» تصنیفی در چهار بند از عارف قزوینی است که در آواز افشاری ساخته شد.  
از خوانندگانی که تاکنون این تصنیف را اجرا کرده‌اند می‌توان جمال صفوی (ج.ص)، صدیق تعریف و محسن کرامتی را نام برد.

## ماجرای تصنیف
تاریخ دقیق خلق این تصنیف معلوم نیست اما به عنوان آخرین تصنیف در دیوان عارف آمده و او آن را طبق گفتهٔ خودش در اسفند ماه ۱۳۰۳ ه.ش در تبریز «به یاد دلاوران آذربایجانی» خوانده است.